# Ruckus Wireless
Ruckus Wireless (англ. Ruckus Wireless, Inc.) — постачальник продуктів і технологій «Інтелектуальних бездротових мереж» («Smart Wi-Fi») для операторів зв'язку та корпоративних мереж в усіх географічних регіонах. Її основними нішами є навчальні заклади, заклади охорони здоров'я, урядові установи та торгові точки.
Головний офіс компанії розташований у місті Саннівейл, штат Каліфорнія, США.
Компанія Ruckus Wireless є учасником глобального ринку мобільних інфраструктур мережі Інтернет і корпоративних бездротових локальних мереж.
У квітні 2016 року було повідомлено про купівлю компанії Ruckus Wireless компанією Brocade за приблизно $ 1,5 млрд. На той час Ruckus Wireless займала третє місце в світі за обсягами продажів продуктів для корпоративних бездротових мереж і перше — за поставками обладнання Wi-Fi для сервіс-провайдерів.
Після придбання компанією Brocade, Ruckus Wireless отримала офіційну назву Ruckus Wireless Business Unit of Brocade («Бізнес-підрозділ Ruckus Wireless, група Brocade»).
Одразу після того, як компанію Brocade придбала компанія Broadcom Ltd.,
Ruckus Wireless разом з бізнесом Ethernet-комутаторів Brocade у грудні 2017 року було куплено американською компанією ARRIS Group за $800 мільйонів.
З того часу Ruckus Wireless отримала офіційну назву Ruckus Networks, an ARRIS company.
У листопаді 2018 року було оголошено, що CommScope придбає Arris Group, включаючи Ruckus Networks, за 7,4 мільярдів доларів. Придбання було завершено в квітні 2019 року.
Запатентовані технології (зокрема BeamFlex™), на яких базуються продукти «Smart Wi-Fi» від Ruckus Wireless, забезпечують високий рівень надійності, дальності та швидкості передачі.
Ці технології виокремлюють і підтримують сигнали Wi-Fi в трактах і каналах з поліпшеними характеристиками, що дозволяє адаптуватися до мінливого навколишнього середовища, а також уникати завад і перешкод, що погіршують робочі характеристики Wi-Fi.
Компанія Ruckus Wireless здійснює просування на світовий ринок і масове виробництво повного асортименту сучасних внутрішніх і зовнішніх бездротових систем (ZoneFlex™ і SmartCell™) для постачальників послуг зв'язку та корпоративних замовників у різних галузях застосування, наприклад, — доступу до мережі WLAN, розвантаження мобільних даних, відкритого доступу й обслуговування централізовано керованих бездротових локальних мереж. Починаючи з 2017 року під брендом Ruckus Networks на світовий ринок постачаються Ethernet-комутатори продуктової лінійки ICX, які раніше розробляла компанія Brocade.
Офіційним дистриб'ютором продукції Ruckus Networks в Україні є компанія Мегатрейд.